# コルディニャーノ
コルディニャーノ（伊: Cordignano）は、イタリア共和国ヴェネト州トレヴィーゾ県にある、人口約6,900人の基礎自治体（コムーネ）。

## 地理

### 位置・広がり

#### 隣接コムーネ
隣接するコムーネは以下の通り。括弧内のPNはポルデノーネ県所属を示す。
- カーネヴァ (PN)
- カッペッラ・マッジョーレ
- コッレ・ウンベルト
- フレゴーナ
- ガイアリーネ
- ゴーデガ・ディ・サントゥルバーノ
- オルサーゴ
- サチーレ (PN)
- サルメデ

### 気候分類・地震分類
気候分類では、zona E, 2456 GGに分類される。
また、イタリアの地震リスク階級 (it) では、zona 2 (sismicità media) に分類される。

## 行政

### 分離集落
コルディニャーノには、以下の分離集落（フラツィオーネ）がある。
- Pinidello, Ponte della Muda, Villa di Villa